# Évangiles de Bernward
Les Évangiles de Bernward est un manuscrit enluminé contenant les évangiles, réalisé à la cathédrale de Hildesheim en Allemagne vers 1015 sur commande de Bernward de Hildesheim. Il est actuellement conservé au musée de la cathédrale de Hildesheim (DS 18).

## Histoire
Le manuscrit a été produit à destination de l'abbaye Saint-Michel, située juste à l'extérieur des murs de la ville de Hildesheim et donnée par l'évêque Bernward de Hildesheim, selon la dédicace de la main même du saint placée en fin d'ouvrage (f.231v.). La crypte de l'abbaye a été consacrée par l'évêque en 1015 puis le bâtiment a été dédicacé peu de temps avant sa mort en 1022, le manuscrit pourrait avoir été offert à l'occasion d'une de ces célébrations. Le contenu et les décorations de l'ouvrage indique qu'il a été offert pour le salut de l'âme du donateur, à une période où il connait une maladie et des souffrances profondes. 
La reliure actuelle date de la fin du XIIe siècle et les plats de couverture décorés de pierre précieuses ont été fabriqués à l'époque de la canonisation de Bernward. 

## Description

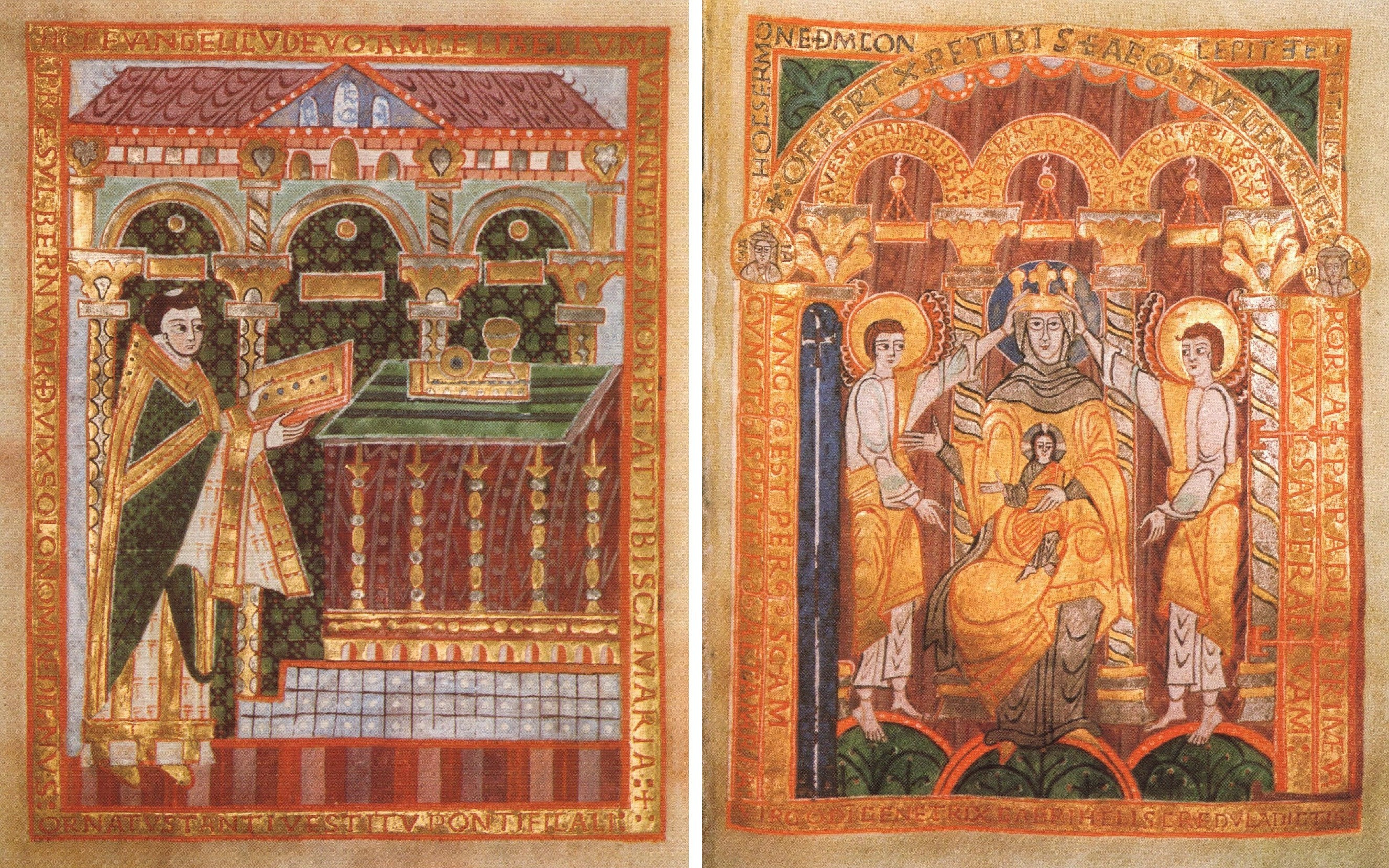
Miniatures de dédicace du manuscrit : Bernward et le couronnement de la Vierge.

Le manuscrit contient 234 folios reliés en 33 cahiers. Il contient un texte écrit par un seul copiste à Hildesheim dont l'écriture est daté entre 990 et 1020. Il contient les évangiles de Matthieu, Marc, Luc et Jean dans la version de la vulgate, précédés de trois des quatre préfaces habituelles de saint Jérôme (f.3v.-9r.), la Lettre à Eusèbe étant absente. Ces préfaces sont placées dans l'ordre habituel des évangéliaires saxons provenant de Hildesheim ou de l'abbaye de Corvey. Le manuscrit s'achève par des péricopes (f.218v.-231r.), qui indiquent l'usage des extraits des évangiles à l'usage des moines de l'abbaye Saint-Michel, ainsi que les dates des principales fêtes religieuses.
La décoration est constituée de :
- pour chaque évangile, un portrait de l'évangéliste, une page de titre et une à deux pages d'incipit.
- 24 miniatures illustrant des scènes du Nouveau Testament, regroupées par groupe de huit et placées au début de chaque évangile.

Un bifolio contenant deux miniatures (f.16v.-17r.) représente, à gauche, saint Bernward brandissant l'ouvrage offert devant un autel devant, sur la miniature de droite, la Vierge à l'Enfant couronnée par des archanges Michel et Gabriel, les saints patrons de l'abbaye de Hildesheim. Bien que placée entre l'incipit et de le début du texte de l'évangile de saint Matthieu, cette double page constitue le frontispice du manuscrit et définit le programme iconographique de l'ensemble du livre. 